# El Chavo del Ocho

Logo

El Chavo del Ocho (uit het Spaans: "De jongen van nummer 8") is een Mexicaanse televisieserie voor kinderen, die grote populariteit geniet in verschillende landen van Latijns-Amerika en daarbuiten. De serie gaat over een ondeugende arme weesjongen, El Chavo del 8,  in een wijk van Mexico-Stad op straat leeft. Zijn contacten met de "nette" burgers van de wijk leveren veel humoristische momenten op. De serie wordt in 19 landen uitgezonden.

## Geschiedenis
In 1971 bestond er binnen een ander Mexicaans televisieprogramma een blok dat "El Chavo" heette. Dit werd geproduceerd en geregisseerd door Enrique Segoviano. Het onderdeel werd in 1973 een eigen serie. Deze liep tot 1980. Het programma was eerst bedoeld voor een volwassen publiek. Het was echter zo populair bij kinderen, dat besloten werd er een kinderprogramma van te maken.
Het programma heette El Chavo del Ocho omdat het op het tv-kanaal 8 werd uitgezonden, dat eigendom was van Televisión Independiente de México. Later kreeg dit kanaal het nummer 9. Vanaf dat moment werd gesuggereerd dat El Chavo op huisnummer 8 woonde, hoewel soms ook de indruk werd gewekt dat hij in een ton op straat leefde.
In 1978 verliet Carlos Villgrán de serie, na ruzies die hij en María Antonieta hadden met de hoofdrolspeler Roberto Gómez Bolaños. In 1980 stopte de serie. In 1992 begon Bolaños met een nieuwe serie Chespirito waarin verschillende personages van El Chavo terugkomen. El Chavo is hierin een soort onhandige superman. Er zijn verschillende rechtszaken geweest tussen de oorspronkelijke hoofdrolspelers over het recht om de personages te gebruiken. Vanaf 2006 bestaat er een tekenfilmserie over El Chavo.

## Beschrijving
De serie draait om de hoofdpersoon El Chavo die door zijn acties de andere personages altijd in de problemen brengt. Soms is dit met opzet om hen te plagen, soms komt dit door zijn onhandigheid. De reacties van de personages hierop leveren komische momenten op. Het heeft dan ook een hoog slapstick-gehalte. In de serie komen veel running gags voor: veel personages hebben vaste uitspraken die ze bij veel gelegenheden herhalen. Toch heeft het verhaal ook een duidelijke achtergrond van de sociale verhoudingen tussen arm en rijk in de Mexicaanse samenleving. Ook worden de problemen van de straatkinderen erin behandeld.
De serie is duidelijk in een studio opgenomen. Bijna alle scènes spelen zich af op het centrale plein van de wijk, waar El Chavo zich in zijn ton bevindt. De deuren van de huizen van de andere personages komen uit op het plein. Een paar scènes zijn opgenomen in het restaurant van Doña Florinda. Dit geheel geeft de serie een theater-achtige sfeer.

## Personages

### El Chavo (Roberto Gómez Bolaños)
El Chavo (een Mexicaans slangwoord voor "jongen") is een weesjongen van acht jaar oud. De echte naam van het personage is niet bekend, hoewel hij zichzelf een aantal keren heeft aangeduid als Chente (een afkorting van Vicente). In de serie is het niet helemaal duidelijk of hij bij een oude vrouw op appartement nummer 8 woont, of dat hij in een ton op straat leeft.
Hij is niet al te slim, en een beetje naïef. Anderen maken hier vaak misbruik van. Als dit uitkomt, slaat hij deze persoon vaak met een voorwerp (een bal, een schoen, een hamer, een stoel...) Toch zijn zijn bedoelingen goed, en heeft hij een hart van goud.

### La Chilindrina (María Antonieta de las Nieves)
La Chilindrina is de intelligente, ondeugende dochter van Don Ramón. Ze heeft sproeten, draagt een bril met een dik montuur, een korte groene rok en een rode sweater die steeds in de knoop raakt. Ze heeft twee vlechten aan de zijkant van haar hoofd, die nooit even lang zijn. Haar naam is afkomstig van een Mexicaans sesambrood, vanwege haar sproeten.
Zij plaagt graag andere kinderen, of pakt ze hun speelgoed af. Ze is tot over haar oren verliefd op El Chavo. Vaak zegt ze zelfs dat ze al verkering hebben, hoewel hij haar niet ziet staan.

### Kiko (Carlos Villagrán)
Kiko (voluit: Federico Bardón de la Regueira) is een negenjarige jongen uit de wijk. Hij is de zoon van Doña Florinda. Zijn vader was een zeekapitein, die opgeslokt is door een walvis. Kiko heeft grote wangen, en draagt een zwart matrozenpak.
Kiko is erg dom. Onder invloed van zijn moeder voelt hij zich boven de rest van de wijk verheven. Hij probeert vaak de aandacht op zichzelf te vestigen, onder andere door hard te schreeuwen.

### Meester Jirafales (Rubén Aguirre)
Meester Jirafales (zijn naam is afkomstig van het Spaanse woord voor giraffe) is de schoolmeester van de wijk. Hij is zeer geleerd, maar ook erg naïef. Hij probeert met veel geduld de kinderen te onderwijzen. Maar als hij boos wordt, roept hij "Ta-ta-ta-taaaaa-ta!"
Hij heeft een overdreven platonische relatie met Doña Florinda. Hij brengt haar soms een bosje bloemen, waarna ze hem galant uitnodigt voor een kopje thee.

### Doña Clotilde (Angelines Fernández)
Doña Clotilde (soms ook als "Cleotilde" geschreven) is een gepensioneerde vrouw. Zij wordt door de kinderen "De heks van nummer 71" genoemd. Soms geloven ze zelfs echt dat ze een heks is. Zij is erg verliefd op Don Ramón. Zo zeer zelfs, dat ze hem voortdurend achtervolgt.

### Doña Florinda (Florinda Meza)
Doña Florinda (volledige naam: Florinda Corcuera y Villalpando Viuda de Matalascallando) is een weduwe. Zij voelt zich in sociaal opzicht boven de rest van de wijk verheven. Zij heeft een restaurant. Zij draagt altijd rolspelden in haar haar. Ze is erg beschermend ten opzichte van haar zoon Kiko. Als deze weer eens schreeuwt, geeft ze Don Ramón soms zonder reden een klap. Ze wordt soms geplaagd door de kinderen.

### Don Ramón (Ramón Valdés)
Don Ramón is een weduwnaar. Hij houdt zich in leven door soms kleine karweitjes te verrichten. Hij is altijd 14 maanden achter met de huur. Hij wil graag een rustig, ongecompliceerd leven leiden, maar in deze wijk is dat onmogelijk. Zijn dochter bezorgt hem vaak hoofdpijn. Doña Florinda heeft altijd commentaar op zijn levensstijl, en slaat hem soms zonder reden. Hij schept er vaak over op dat hij veel sporten heeft beoefend (boksen, stierenvechten — met een houten stier, bowlen en American football), maar of dat waar is is twijfelachtig.

### Meneer Barriga (Edgar Vivar)
Meneer Barriga (volledige naam: Zenón Barriga y Pesado, barriga betekent "buik" en pesado betekent "zwaar") is de huisbaas van de wijk. Elke keer als hij opkomt, wordt hij geraakt door een voorwerp dat El Chavo op dat moment toevallig in de lucht heeft gegooid. Hij probeert altijd de huur te innen van Don Ramón, maar steevast zonder succes.

## Landen
De serie wordt in de volgende landen uitgezonden:
- Argentinië: Telefé
- Bolivia: Red ATB
- Brazilië: SBT (nagesynchroniseerd in het Portugees onder de naam Chaves)
- Chili: Mega
- Colombia: Canal RCN
- Costa Rica: Repretel, Canal 11
- Dominicaanse Republiek: Digital 15
- Ecuador: Gamavisión
- El Salvador: Telecorporación Salvadoreña
- Guatemala: Trecevision
- Mexico: Galavisión
- Panama: Tele 7
- Paraguay: Telefuturo
- Peru: América Televisión
- Puerto Rico: Univisión
- Spanje: La 2
- Uruguay: Teledoce
- Venezuela: Radio Caracas Televisión (tot 1993), Venevision (vanaf 1994)
- Verenigde Staten: Galavision